# Епископство Кур
Епископство Кур (нем. Bistum Chur, лат. Dioecesis Curiensis) — католическая епархия на востоке Швейцарии, охватывающая кантоны Граубюнден и Швиц, а также с 1819 года «временно» — кантоны Ури, Гларус, Обвальден, Нидвальден и Цюрих. Её главной церковью является кафедральный собор Вознесения Девы Марии, а небесным покровителем — св. Луций. Резиденция епископа, а также епархиальное управление находятся на так называемом Епископском дворе, расположенном на возвышении над городом, и центр которого образуют кафедральный собор и епископский дворец постройки 1720-х годов.

## История
Епархия на территории Курреции (лат. Raetia prima) была создана, вероятно, в IV веке, при этом епископ диоцеза впервые письменно упоминается в записи 451/452 года. Согласно легенде, первым епископом здесь был святой Луций, принявший мученическую смерть в 476 году.
В Средние века епископ Кура — в качестве светского правителя с титулом князя-епископа Священной Римской империи — контролировал большую часть современного кантона Граубюнден, а также Кьявенну, Бормио и Виншгау. При этом епископы находились в постоянном конфликте как со своими собственными бенефициариями, фрайхеррами фон Ва(т)ц, фон Мач, фон Сакс и графами фон Верденберг, так и с конкурирующими территориальными образованиями герцогов миланских, графов Тироля и с Габсбургами. Не в силах противостоять более организованным силам, епископы уже в XIV веке были вынуждены уступить графства Кьявенна и Бормио Милану, а Виншгау и нижний Энгадин фактически были переподчинены тирольским графам.
Для отпора этим устремлениям установления внешнего контроля над епископством, в первую очередь, со стороны Габсбургов, 29 января 1367 года в Куре был основан Союз Божьего дома (нем. Gotteshausbund, от нем. Gotteshausleute — «божьи люди» в смысле: подчинённые епископа), как ответ на попытку епископа Петера Гелито (Peter Gelyto, также  Peter von Brünn) передать все владения княжества-епископства герцогам Австрии в обмен на денежное содержание. Инициатива при этом исходила от представителей домского капитула, членов епископских судов, города Кур и ряда епископских министериалов; тем самым было положено начало свободному государству (республике) Трёх союзов (нем. Drei Bünde), просуществовавшему вплоть до 1798 года.
В начале XIX века, после роспуска Швейцарского союза и эпохи Наполеоновских войн, епископство было реорганизовано: в 1819 году к нему во «временное» управление перешли части упразднённого епископства Констанц: кантоны Обвальден и Нидвальден, Ури, Швиц, Гларус и Цюрих (при этом, с формальной точки зрения к епархии Кура был присоединён один лишь кантон Швиц, в то время как остальные до сих пор остаются в его составе так сказать «временно»); одновременно епископство потеряло Виншгау и части Форарльберга. 2 июля 1823 года папская булла «Ecclesias quae antiquitate» провозгласила создание нового диоцеза Кур-Санкт Галлен, что, однако, породило многолетний спор о первенстве, закончившийся в 1836 году при Григории XVI образованием апостольского викариата Санкт-Галлен, преобразованного в 1847 году в самостоятельное Санкт-Галленское епископство.
В 1990-х годах епископство было сильно затронуто внутренними противоречиями, связанными со стилем управления правившего тогда Вольфганга Хааса, и во время которого раздавались требования о кардинальной реформе и о выделении отдельного диоцеза для Цюриха. В 1997 году спор был окончен церковно-административным отделением княжества Лихтенштейн, на территории которого было основано архиепископство Вадуц, первым главой которого стал Вольфганг Хаас.
В авторитарном стиле руководства в 2011 году был обвинён и ныне правящий епископ Витус Хуондер, в результате чего в феврале со своих постов ушли регенс семинарии и генеральный викарий Граубюндена; кроме того 11 из 17 деканов опубликовали открытое письмо протеста. Епископ Хуондер, после консультаций в Ватикане, объявил, однако, о полной поддержке своей политики со стороны папы Бенедикта XVI.

## Галерея

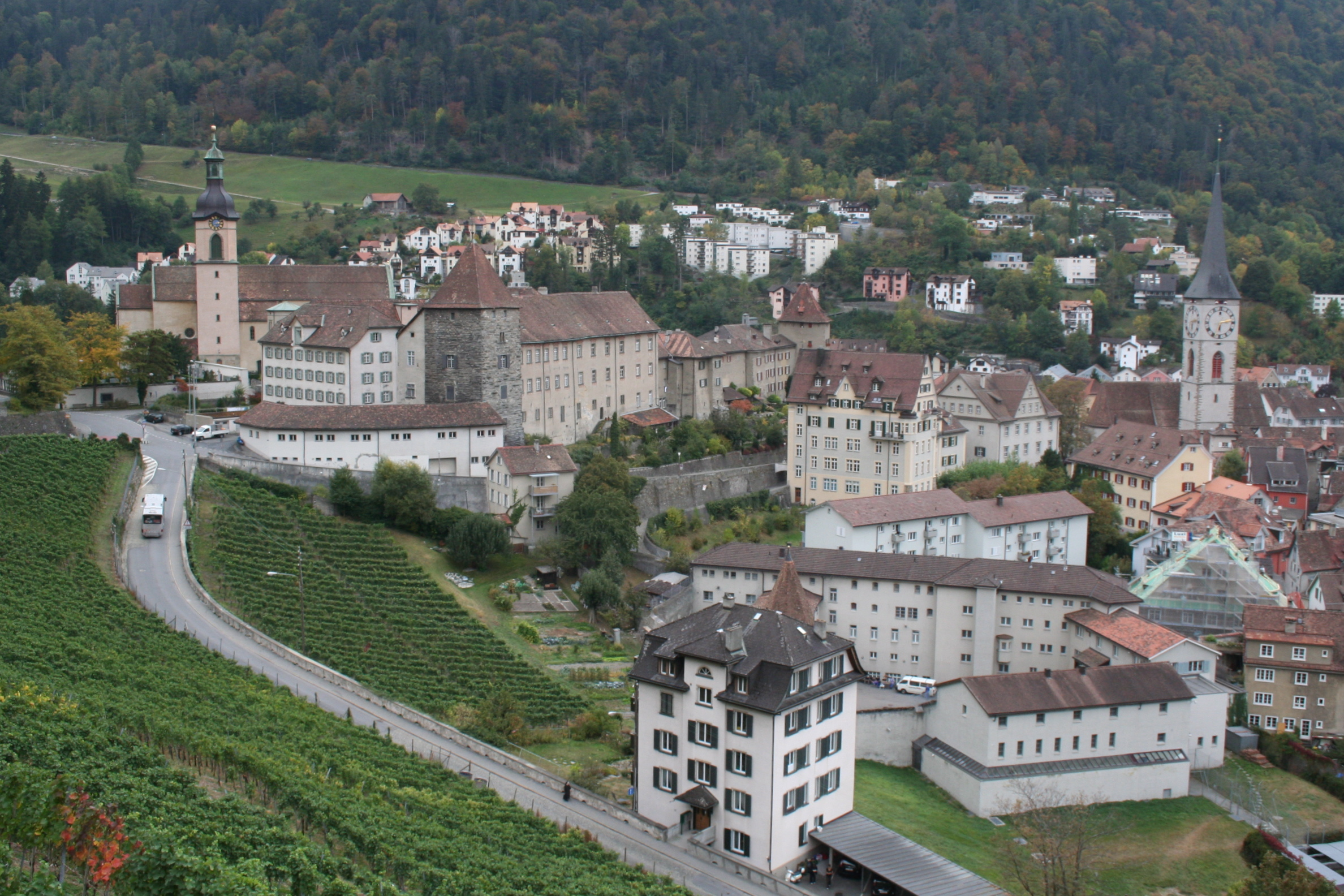
Город Кур. Слева — комплекс Епископского двора с кафедральным собором и епископской резиденцией
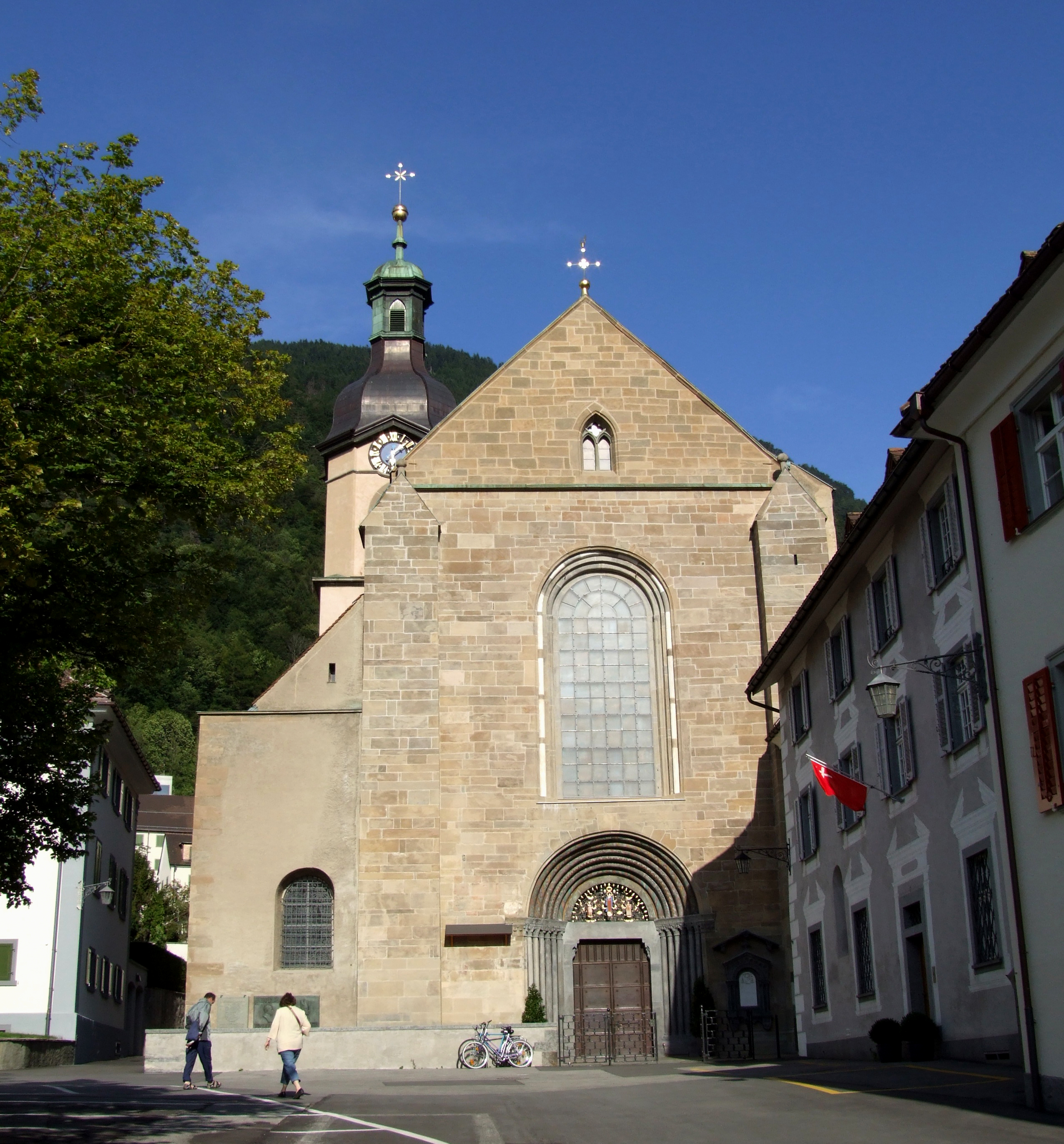
Собор Вознесения Девы Марии в Куре